# Фолксваген ID.3
„Фолксваген ID.3“ (Volkswagen ID.3) е модел средни автомобили (сегмент C) на германската компания „Фолксваген“, произвеждан от 2019 година.
Той заменя електрическия вариант на седмото поколение на „Фолксваген Голф“ и е първият изцяло електрически модел на марката, както и първият, базиран на новоразработената платформа „MEB“. Акронимът ID.3 се състои от „интелигентен дизайн“ (ID), а цифрата 3 означава трето ниво на обичайно приетото разделение на МПС – среден автомобил от пазарен сегмент C. Цифрата 3, също така, е свързана с очакванията на компанията от Волфсбург, че ID.3 ще се превърне в третата голяма глава в историята ѝ, след иконите Бийтъл и Голф.